# ساندي بول
ساندي بول (بالإنجليزية: Sandy Bull)‏ هو موسيقي ومغن مؤلف أمريكي، ولد في 25 فبراير 1941 في نيويورك في الولايات المتحدة، وتوفي في 11 أبريل 2001 في ناشفيل في الولايات المتحدة بسبب سرطان الرئة.

## وصلات خارجية
- ساندي بول على موقع ميوزك برينز (الإنجليزية)
- ساندي بول على موقع إن إن دي بي (الإنجليزية)
- ساندي بول على موقع ديسكوغز (الإنجليزية)